# Аріарат X
Аріарат X Евсеб Філадельф (дав.-гр. Ἀριαράθης Εὐσεϐής Φιλάδελφος; д/н —36 до н. е.) — цар Каппадокії у 42—36 до н. е.

## Життєпис
Походив з династії Аріобарзанідів. Молодший син Аріобарзана II, царя Каппадокії, та Афінаїди Філосторги II. Про дату народження нічого невідомо. Після загибелі батька у 51 році до н. е. частина знаті мала намір посадити на трон замість Аріарата його брата Аріобарзана III. Ймовірно наміри Аріарата підтримувала його мати, проте їм завадило втручання римського намісника Марка Туллія Цицерона.
У 48 до н.е після поразки Гнея Помпея, союзником якого був його брат, Аріарат намагався отримати від Гая Юлія Цезаря допомогу у поваленні брата. Втім той вирішив, що Аріарат лише отримує статус офіційного спадкоємця трону.
У 42 до н. е. Гая Кассій Лонгін, один з вбивць Цезаря, наказав стратити Аріобарзана III, а царем зробити Аріарата X. Останній був вимушений підтримувати Кассія і Брута. Але після їх поразки при Філіпах у 42 до н. е. перейшов на бік Марка Антонія, якого у 41 до н. е. зустрів в Малій Азії.
За різними версіями: Антоній негайно повалив Аріарата X або це сталося у 36 році до н. е. Певна більш друга версія, оскільки причиною повалення могло стати недбале відношення до підтримки парфянського походу Марка Антонія у 39 до н. е. Марк Антоній бажав перекласти за невдачу на когось — тому було страчено Аріарата X. замість нього царем зроблено Архелай Команського.